# Cancer (britská hudební skupina)
Cancer (v překladu z angličtiny rakovina) je britská thrash/death metalová kapela založená roku 1989 zpěvákem Johnem Walkerem, baskytaristou Ianem Buchananem a bubeníkem Carlem Stokesem v anglickém městě Telford v hrabství Shropshire.
Během své kariéry se kapela několikrát rozpadla a znovu zformovala.
V roce 1988 vyšlo první demo No Fuckin Cover. Debutové studiové album se jmenuje To the Gory End a vyšlo v roce 1990.

## Diskografie
Dema
- No Fuckin Cover (1988)
- Demo #2 (1989)

EP
- Corporation$ (2004)
- Ballcutter (2019)

Studiová alba
- To the Gory End (1990)
- Death Shall Rise (1991)
- The Sins of Mankind (1993)
- Black Faith (1995)
- Spirit in Flames (2005)
- Shadow Gripped (2018)

Split nahrávky
- Poison Idea / Cancer / Gunshot / Headbutt (1993) – promo 7" vinyl 4 kapel
- Live Death (1994) – split live album kapel Suffocation, Malevolent Creation, Exhorder a Cancer z koncertu Milwaukee Metalfest z roku 1992 v americkém městě Milwaukee ve Wisconsinu
- Corporation$ (2004)

Various Artists kompilace
- Peace Till Death (1993) – kompilační album Peaceville Records s kapelami Autopsy, Cancer, Morta Skuld a Static Abyss